# Radiatorsleutel
Een radiatorsleutel is een speciale sleutel waarmee men de aansluitkoppelingen voor aanvoer en retour van radiatoren kan in- en uitdraaien.
Er zijn sleutels die bestemd zijn voor koppelingen die inwendig voorzien zijn van twee ribbels, en sleutels voor koppelingen met een inwendig zeskant. Doordat deze sleutels trapsgewijs zijn uitgevoerd, zijn ze geschikt voor verschillende maten koppelingen. Er is ook een universele uitvoering die op beide typen koppelingen past.